# Jack Parker (wieloboista)
Roger „Jack” Parker (ur. 27 września 1915 w Beaver w stanie Oklahoma, zm. 29 maja 1964) – amerykański lekkoatleta wieloboista, medalista olimpijski z 1936.
Parker zajął 3. miejsce na mistrzostwach Stanów Zjednoczonych (AAU) w dziesięcioboju w 1936, za Glennem Morrisem i Bobem Clarkiem. Ta sama trójka uplasowała się w tej samej kolejności na igrzyskach olimpijskich w 1936 w Berlinie.
Rekord życiowy:
| Konkurencja   | Data i miejsce                | Wynik    |
| ------------- | ----------------------------- | -------- |
| dziesięciobój | 26-27 czerwca 1936, Milwaukee | 6760 pkt |